# 羅普良斯凱
49°42′41″N 33°26′41″E / 49.71139°N 33.44472°E
羅普良斯凱（烏克蘭語：Роплянське），是位於烏克蘭中部的村落，隸屬波爾塔瓦州的盧布尼區。該村距離切爾沃內1公里，處於新伊萬尼夫卡附近，2001年人口24。